# Eino Suolahti
Eino Emil Waldemar Suolahti, finski general, * 1879, † 1951.